# Azgour
Azgour (arabisch ازكور, Zentralatlas-Tamazight ⴰⵣⴳⵓⵔ) ist eine Berggemeinde mit etwa 6200 Einwohnern im Hohen Atlas in der Provinz Al Haouz in der Region Marrakesch-Safi, Marokko.

## Lage und Klima
Der Bergort Azgour liegt am Mittellauf des Oued Zat ca. 70 km südöstlich von Marrakesch in einer Höhe von ca. 1350 m. Das Klima ist gemäßigt; Regen (ca. 570 mm/Jahr) fällt nahezu ausschließlich im Winterhalbjahr.

## Bevölkerung
| Jahr      | 1994 | 2004 | 2014 | 2024 |
| Einwohner | 6599 | 6314 | 6865 | 6208 |

Die Einwohner der Gemeinde sind nahezu ausnahmslos Berber; viele sind aus den umliegenden Bergdörfern zugewandert.

## Wirtschaft
Die traditionelle Wirtschaft konzentriert sich auf die Felder am Flussufer; hier wird hauptsächlich Gerste angebaut. Für den Anbau von Gemüse ist es meist zu kalt (Nachtfröste kann es auch im Sommer noch geben) und so muss dieses in der Regel auf den Märkten gekauft oder getauscht werden. In der Hauptsache wird Viehzucht und Weidewirtschaft (Schafe und Ziegen) betrieben.

## Geschichte
Wie bei den meisten von Berbern bewohnten Orten Marokkos liegen mangels schriftlicher Aufzeichnungen  keine Angaben zur Geschichte vor.

## Sehenswürdigkeiten
Wegen seiner Abgelegenheit hat sich das Aussehen des Ortes seit den 1960er Jahren kaum verändert; einige der älteren Lehmhäuser sind allerdings durch Neubauten aus Hohlblockziegeln ersetzt worden. Für die meisten Touristen ist Azgour ein Ausgangsort Bergwanderungen oder für Kanu-Touren auf dem Oued Zat.